# Wikipedia en noruego
Existen dos ediciones en  Wikipedia en Noruego: una para artículos escritos en Bokmål o Riksmål y otra para artículos en Nynorsk o Høgnorsk. Actualmente, la edición en Bokmål/Riksmål cuenta con 642,543 artículos, mientras que la edición en Nynorsk tiene 173,447.

## Cronología
- La Wikipedia en noruego, inicialmente en no.wikipedia.com (y desde agosto de 2002 en no.wikipedia.org), fue creada el 26 de noviembre de 2001 y, en 2005, se especificó que estaba dedicada al noruego Bokmål/Riksmål.
- Por otro lado, la Wikipedia en noruego Nynorsk (nn.wikipedia.org) se estableció el 31 de julio de 2004.

## Historia
El primer sitio, la Wikipedia noruega original (Norsk Wikipedia), se lanzó el 26 de noviembre de 2001. Inicialmente, no especificaba qué estándar de escritura debía usarse, aunque en la práctica casi todos los artículos estaban en Bokmål/Riksmål.
Originalmente, su dirección era no.wikipedia.com, pero en agosto de 2002, todas las ediciones de Wikipedia se trasladaron al dominio wikipedia.org, poco después de que Jimbo Wales anunciara que la plataforma nunca tendría anuncios comerciales.
Una Wikipedia específica para Nynorsk se lanzó el 31 de julio de 2004 y creció rápidamente. Tras una votación en 2005, el sitio principal en noruego se limitó exclusivamente a Bokmål y Riksmål.
En febrero de 2007, la edición Bokmål/Riksmål tenía más de 100.000 artículos y el sitio Nynorsk tenía más de 20.000 artículos.  En febrero de 2006, la edición Bokmål/Riksmål se convirtió en la decimotercera Wikipedia en tener más de 50.000 artículos, y un año después fue la decimocuarta en alcanzar los 100.000. Después de que la Wikipedia en finlandés la superara en abril de 2006, volvió a ser la decimocuarta Wikipedia más grande por número de artículos.  Sin embargo, en septiembre de 2007, la Wikipedia en bokmål/riksmål superó a la finlandesa, y desde entonces es la decimotercera Wikipedia más grande.  A 1 de junio de 2010, la versión Bokmål/Riksmål contiene más de 260.000 artículos, mientras que la versión Nynorsk contiene más de 57.000.  El noruego, el danés y el sueco son idiomas mutuamente inteligibles y pueden ser entendidos por la mayoría de los hablantes de cada uno de ellos. Los sitios colaboran con otras Wikipedias escandinavas a través de la sección Skanwiki del sitio Meta-Wiki de la Fundación Wikimedia . Un efecto de este esfuerzo combinado es el intercambio de sus artículos destacados de portada semanal entre estas cuatro Wikipedias diferentes.